# Nemanja Pejčinović
Nemanja Pejčinović (Kragujevac, RFS de Yugoslavia, 4 de noviembre de 1987) es un exfutbolista serbio que jugaba de defensa.

## Selección nacional
Fue internacional con la selección de fútbol de Serbia en tres ocasiones.

## Clubes
| Club                      | País     | Año       |
| ------------------------- | -------- | --------- |
| F. K. Rad                 | Serbia   | 2005-2007 |
| O. F. K. Belgrado         | Serbia   | 2007-2008 |
| F. K. Rad                 | Serbia   | 2008      |
| Estrella Roja de Belgrado | Serbia   | 2009      |
| Hertha de Berlín          | Alemania | 2009-2010 |
| O. G. C. Niza             | Francia  | 2010-2014 |
| F. C. Lokomotiv Moscú     | Rusia    | 2014-2018 |
| Changchun Yatai           | China    | 2018-2019 |
| F. K. Voždovac            | Serbia   | 2020      |
| F. C. Fakel Vorónezh      | Rusia    | 2020-2022 |

## Palmarés

### Títulos nacionales
| Título                | Club                  | País  | Año  |
| --------------------- | --------------------- | ----- | ---- |
| Copa de Rusia         | F. C. Lokomotiv Moscú | Rusia | 2015 |
| Copa de Rusia         | F. C. Lokomotiv Moscú | Rusia | 2017 |
| Liga Premier de Rusia | F. C. Lokomotiv Moscú | Rusia | 2018 |